# Баранов Микола Миколайович
Мико́ла Микола́йович Бара́нов (нар. 17 березня 1960 року, Кременчук, УРСР) — радянський весляр на байдарках, триразовий чемпіон світу. Заслужений майстер спорту СРСР.
На початку 1980-х виграв золоті медалі в байдарці-четвірці на дистанції 10000 м у Ноттінгемі-1981, Белграді-1982, Тампере-1983.